# Outta My Head (Ay Ya Ya)
Outta My Head (A Ya Ya Ya) - sngiel promujący trzecią płytę Ashlee Simpson Bittersweet Worldm wydany został w 2007.

## Oficjalne remixy
1. "Outta My Head (Ay Ya Ya)" (Dave Aude Club Mix) - 7:20
2. "Outta My Head (Ay Ya Ya)" (Dave Aude Club Dub) - 7:10
3. "Outta My Head (Ay Ya Ya)" (Dave Aude Instrumental) - 7:10
4. "Outta My Head (Ay Ya Ya)" (Dave Aude Radio Edit) - 4:06
5. "Outta My Head (Ay Ya Ya)" (Dave Aude Clean Radio Edit) - 4:06
6. "Outta My Head (Ay Ya Ya)" (Charles Feelgood Club Mix) - 6:02
7. "Outta My Head (Ay Ya Ya)" (Charles Feelgood Dub) - 5:02
8. "Outta My Head (Ay Ya Ya)" (Jeremy Word Club Mix) - 6:49
9. "Outta My Head (Ay Ya Ya)" (DJ AM + Eli Escobar Remix) - 6:09